# Leubnitz (Rosenbach)
Leubnitz ist eine Ortschaft und ein Ortsteil von Rosenbach/Vogtl. im Vogtlandkreis. Die mit der Bildung der Gemeinde Rosenbach/Vogtl. am 1. Januar 2011 entstandene Ortschaft Leubnitz besteht aus den Ortsteilen Demeusel, Leubnitz, Rodau, Rößnitz und Schneckengrün.

## Geographie

### Geographische Lage und Verkehr
Die Ortschaft Leubnitz mit ihren fünf Ortsteilen bildet den südlichen Teil der Gemeinde Rosenbach/Vogtl. Sie grenzt an die Stadt Pausa-Mühltroff, die Gemeinde Weischlitz, die Stadt Plauen im Vogtlandkreis sowie die Stadt Tanna im thüringischen Saale-Orla-Kreis.
Leubnitz liegt im Nordwesten des Vogtlandkreises und im sächsischen Teil des historischen Vogtlands. Geografisch liegt der Ort im Zentrum des Naturraums Vogtland (Übergang vom Thüringer Schiefergebirge ins Mittelvogtländische Kuppenland).
Durch die Flur des Ortsteils Leubnitz fließen der Elmbach, der Fasenbach und der Rosenbach, welche über letzteren in die Weiße Elster entwässern. Durch Leubnitz verläuft die Staatsstraße 313.
Der Ort wird im Zweistundentakt von der TaktBus-Linie 41 des Verkehrsverbunds Vogtland angebunden. Diese verkehrt nach Pausa und Zeulenroda sowie nach Mehltheuer, wo Anschluss zu den Zügen nach Plauen, Falkenstein, Gera und Leipzig besteht.

### Nachbarorte
|          | Drochaus                                    | Oberpirk                |
| Demeusel | Kompassrose, die auf Nachbargemeinden zeigt | Fasendorf Schneckengrün |
| Rodau    | Rößnitz                                     |                         |

## Geschichte

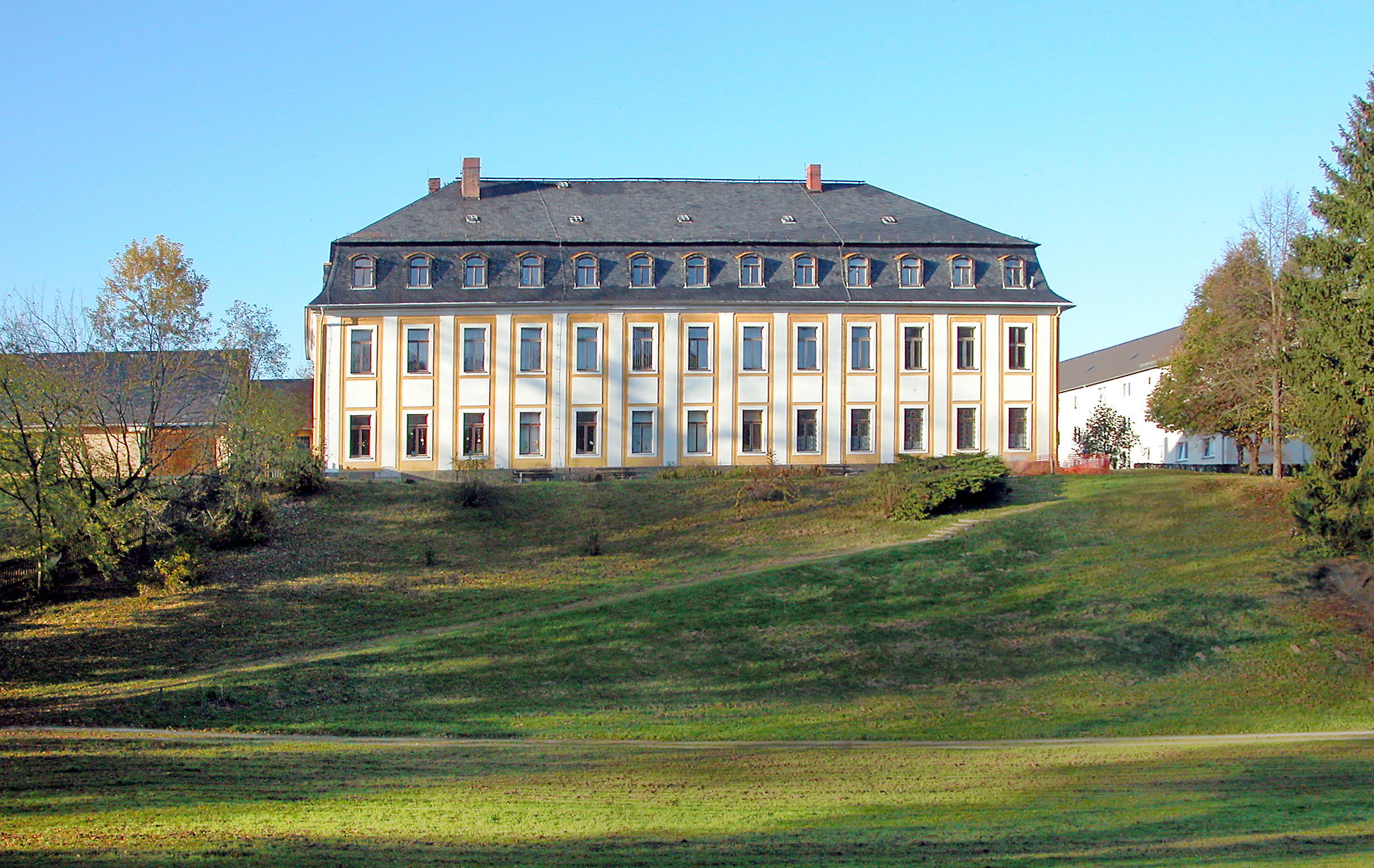
Schloss Leubnitz

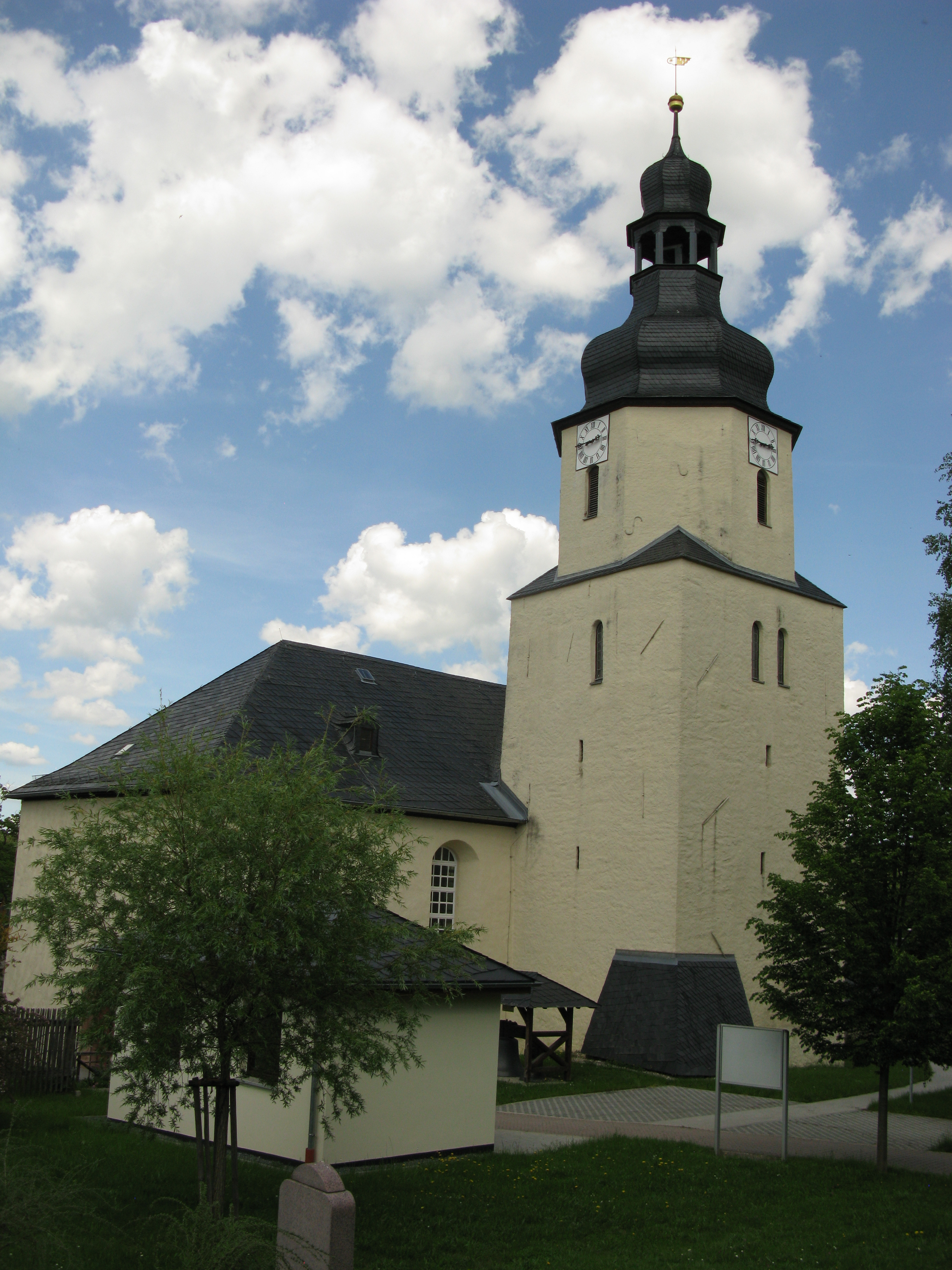
Kirche St. Marien in Leubnitz

Das Platzdorf Leubnitz wurde im Jahr 1300 erstmals urkundlich unter Nennung eines  Guntherus plebanus de Lubenwicz erwähnt. Bereits zu dieser Zeit besaß der Ort eine Pfarrkirche und einen Pfarrer. Seit 1466 ist in Leubnitz ein Vorwerk erwähnt, ab 1577 ein Rittergut. Dieses übte bis ins 19. Jahrhundert die Grundherrschaft aus. Das Gut Leubnitz befand sich um 1418 im Besitz der Familie von Roeder und anschließend ab 1574 an die Familie von Trützschler. Im Jahr 1609 gelangte das Rittergut Leubnitz an die Freiherrenfamilie von Bodenhausen, über deren Tochter es durch Heirat an die Familie von Kospoth. Nachdem das alte Schloss im Jahr 1763 abgebrannt war, errichtete man 1794 das Schloss Leubnitz im frühklassizistischen Stil. Leubnitz gehörte bis 1856 zum kursächsischen bzw. königlich-sächsischen Amt Plauen. 1856 wurde der Ort dem Gerichtsamt Plauen und 1875 der Amtshauptmannschaft Plauen angegliedert. Die Familie Kospoth wurde im Zuge der Bodenreform in der Sowjetischen Besatzungszone ab 1945 als Besitzer des Schlosses Leubnitz enteignet. Bereits ab März 1945 nutze vorübergehend das Krankenhaus Plauen das Gebäude.
Durch die zweite Kreisreform in der DDR kam die Gemeinde Leubnitz im Jahr 1952 zum Kreis Plauen-Land im Bezirk Chemnitz (1953 in Bezirk Karl-Marx-Stadt umbenannt), der ab 1990 als sächsischer Landkreis Plauen fortgeführt wurde und 1996 im Vogtlandkreis aufging.
Am 1. Januar 1999 schlossen sich die bis dahin selbstständigen Gemeinden Leubnitz, Rodau mit dem Ortsteil Demeusel, Rößnitz und Schneckengrün zur neuen Gemeinde Leubnitz zusammen, welche sich am 1. Januar 2011 mit Mehltheuer und Syrau zur Gemeinde Rosenbach/Vogtl. zusammenschloss. Letzter Bürgermeister der Gemeinde war Eberhard Prager. Er wurde bei der Wahl 2005 mit 61,7 % gewählt.
Entwicklung der Einwohnerzahl (31. Dezember):
| - 1998: 1607 - 1999: 1600 - 2000: 1584 - 2001: 1548 | - 2002: 1527 - 2003: 1518 - 2004: 1512 - 2007: 1465 | - 2008: 1422 - 2010: 1367 |

 Datenquelle: Statistisches Landesamt Sachsen

### Partnerschaften
Leubnitz unterhält seit 1992 partnerschaftliche Beziehungen zu der Gemeinde Bergatreute in Baden-Württemberg.

## Sehenswürdigkeiten
In Leubnitz gibt es unter anderem ein frühklassizistisches Schloss aus dem Jahr 1794, das auf dem Gelände eines ehemaligen Rittergutes gebaut wurde.

## Gedenkstätten

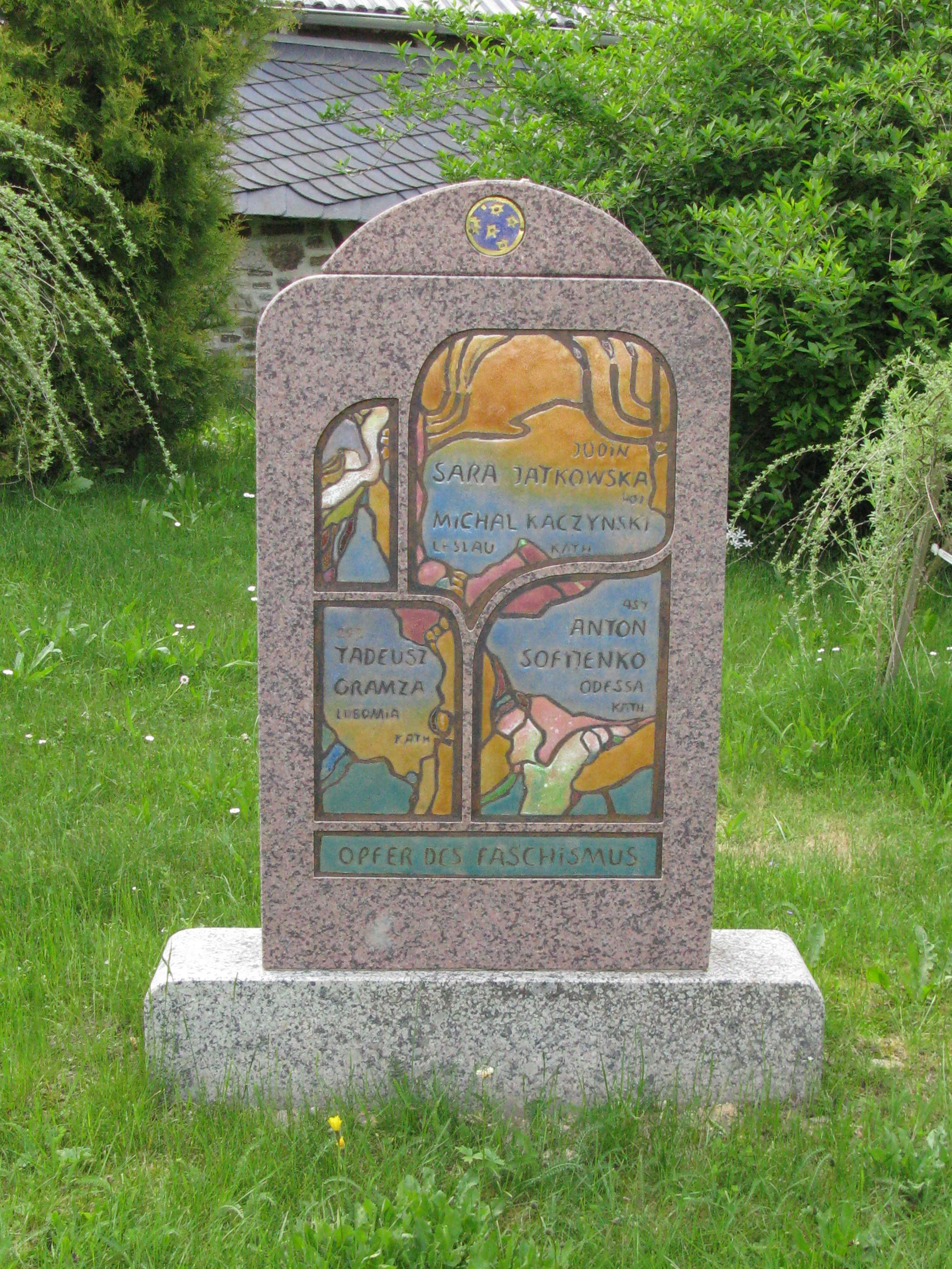
Gedenkstein für Zwangsarbeiter auf dem Friedhof

- Grabstein auf dem Ortsfriedhof für vier namentlich bekannte polnische Zwangsarbeiter(innen), darunter eine Jüdin, die im Zwangsarbeitslager Oberpirk beziehungsweise im Außenlager Mehltheuer des KZ Flossenbürg Zwangsarbeit für die Vomag verrichten mussten.

## Persönlichkeiten
- Johannes Friedrich Müller (1812–1878), Jurist und Politiker
- Alfons Hitzler (1897–1945), Politiker (NSDAP), starb in Rodau